# Evelyn Pierce
Evelyn Pierce (5 de febrero de 1908-9 de agosto de 1960) fue una actriz cinematográfica estadounidense de la época del cine mudo y de principios de los años treinta.
Nacida en Del Río, Texas, se trasladó a Hollywood para trabajar como bailarina profesional, siendo descubierta por cazatalentos que la estimularon para hacer una carrera como actriz a mediados de los años veinte. Su primer papel, sin aparecer en los créditos, fue en la película de 1925 Excuse Me. Su primer papel con créditos lo hizo ese mismo año en Don't, junto a Sally O'Neil. Fue, además, una de las trece chicas seleccionadas como "WAMPAS Baby Stars" en 1925, lista que incluía a la actriz June Marlowe. Tras ello firmó un pequeño contrato con la MGM, que duró hasta 1931.
Desde 1927 a 1931 Pierce trabajó en siete películas, dos de ellas sin aparecer en los créditos. Siguió actuando hasta 1935, tras haber finalizado su contrato con la MGM, pero de las seis películas en las que trabajó en ese período, solo apareció en los créditos de una. 
Se casó con el actor Robert (Tex) Allen y, aunque su marido siguió trabajando hasta los años ochenta, Pierce abandonó la interpretación. Tuvieron una hija, Katherine Meyer, y un hijo, Ted Baehr, que es un conocido crítico, así como presidente de "The Christian Film and Television Commission" y editor de MOVIEGUIDE. Allen y Pierce se domiciliaron en Oyster Bay (Nueva York), donde residían en el momento de su muerte en 1960. 